# Гор, Барт
Барт Гор (нидерл. Bart Goor; род. 9 апреля 1973[…], Нерпелт, Лимбург) — бельгийский футболист, нападающий; тренер. Участник чемпионата Европы 2000 и чемпионата мира 2002.

## Клубная карьера
В возрасте 7 лет Барт был принят в футбольную школу «Бюл». Через пять лет он пополняет молодёжную академию клуба второго дивизиона чемпионата Бельгии «Вербрудеринг». В сезоне 1991/92 Гор начинает выступления за основную команду, доказывая свою состоятельность уже в первом сезоне, он принимает участие в 22 матчах и дважды огорчает вратарей соперника. В «Вербрудеринге» Барт проводит пять лет, сыграв 147 матчей и забив 27 голов. Гор является одним из перспективнейших футболистов второго бельгийского дивизиона, что не могло быть не замечено клубами высшей лиги.
Летом 1996 года Гор подписывает контракт с клубом Жюпиле Лиги «Генк». Сезон 1996/97 становится для Барта по-настоящему выдающимся. Он становится настоящим лидером команды и её лучшим бомбардиром. Гор забивает почти в каждом втором матче, при этом не забывает помогать отличиться своим партнёрам. Образовав атакующий тандем с Бранко Струпаром, они составляют самый результативный дуэт сезона. Яркая игра полузащитника не осталась без внимания, и по окончании сезона права на футболиста были выкуплены «Андерлехтом».
12 августа 1997 года Барт проводит свой дебютный матч за новую команду против украинской «Ворсклы». Спустя месяц, 16 сентября, Гор забивает свой первый гол за «Андерлехт», который позволяет его команде одержать сложнейшую победу над «Аустрией» 4:3. В первом сезоне за новый клуб Барт принимает участие в 32 матчах и забивает 8 мячей, и, несмотря на то, что он не штампует голы, как в предыдущем сезоне, Гор становится любимцем болельщиков.
В следующих двух сезонах Барт является твёрдым игроком основы «Андерлехта». Он принимает участие почти во всех матчах команды, неизменно забивая по 7 мячей. Благодаря своей стабильной и уверенной игре Гор получает вызов в национальную сборную страны, где также становится одним из лидеров.
Сезон 2000/01 становится для Барта самым ярким в составе «королевского» клуба. Он отличается в 10 матчах в чемпионате и помогает «Андерлехту» одержать несколько громких побед в Лиге чемпионов, где команда занимает первое место в групповом раунде. Повержены «Манчестер Юнайтед», киевское «Динамо», ПСВ, и римский «Лацио». В матче против мадридского «Реала» «Андерлехт» одерживает фееричную победу, а Гор забивает в самом конце матча — 2:0.
Уверенной игрой в Лиге чемпионов и за сборную Бельгии Гор обращает на себя внимание зарубежных клубов.
Летом 2002 года Барт подписывает контракт с берлинской «Гертой». В первых двух сезонах Гор уверенно снабжает партнёров передачами и забивает сам. В 2003 году в одном из матчей он получает травму, а после возвращения на поле не может набрать прежнюю форму. Барт принимает участие в 24 матчах, в основном выходя на замену. Такое положение дел не устраивает полузащитника, и в конце сезона 2003/04 он покидает команду.
Летом 2004 Гор подписывает контракт с «Фейеноордом». Он проводит хороший сезон в Голландии, но ссора с одним из членов правления клуба ставит крест на дальнейшем пребывании Барта в стране тюльпанов.
Прознав про неприятности Гора в Голландии, «Андерлехт» решил вернуть футболиста и первым сделал предложение о выкупе прав на полузащитника. В августе 2005 Барт возвращается в родной клуб, подписывая четырёхлетний контракт. В первом же сезоне он возвращает своей игре былой лоск, и его место в основе непререкаемо. Зимой 2006 года Гор становится капитаном команды, принимая повязку от завершающего карьеру Пера Зеттерберга. В следующем сезоне Гор является полноценным капитаном команды. Он передает капитанскую повязку Оливье Дешахту только в сезоне 2007/08, когда получает травму. За 4 года, проведённые в «Андерлехте», Гор дважды выиграет чемпионат и Суперкубок Бельгии.
Сыграв свою последнюю игру 18 декабря 2008, Гор переходит в «Жерминаль». В новом клубе он играет на протяжении двух сезонов. 25 ноября 2011 становится известно, что «Жерминаль» и Гор принимают решение о расторжении контракта.
Новым клубом Барта становится «Вестерло». У команды не лучшие времена, и контракт с ветераном подписывается в надежде на то, что он поможет жёлто-синим избежать вылета. 26 ноября в матче против «Монса» он дебютировал в новой команде. 25 января в поединке против «Сент-Трюйдена» Гор забил свой первый мяч.
После вылета в низший дивизион и ухода из клуба нескольких основных футболистов Гор стал основным бомбардиром команды.

## Международная карьера
Барт начал выступать за сборную в 1999 году, сыграв в 10 матчах и забив 2 гола. На домашнем чемпионате Европы в 2000 году Гор стал автором первого гола турнира в матче против сборной Швеции. Также Барт принимал участие в чемпионате мира 2002 года, где сборная Бельгии дошла до 1/8 турнира и проиграла только будущим чемпионам мира бразильцам.